# Subcomarca de la Baronia

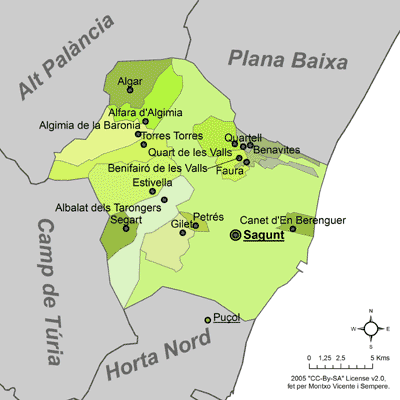
Municipis del Camp de Morvedre.

La Baronia és una subcomarca valenciana del Camp de Morvedre. Comprèn nou municipis que estan situats al voltant de la serra Calderona i el curs baix del riu Palància.

## Divisió interna
La Baronia es distingeix geogràficament en tres àrees diferenciades compostes pels següents municipis:
| Baronia Alta - Algar de Palància - Alfara de la Baronia - Algímia d'Alfara - Torres Torres | Baronia Mitjana - Albalat dels Tarongers - Estivella - Segart | Baronia Baixa - Gilet - Petrés |

## Mancomunitat de Municipis de la Baronia
La Mancomunitat de Municipis de la Baronia és una mancomunitat de municipis de la comarca del Camp de Morvedre (País Valencià). Està formada per vuit municipis: Albalat dels Tarongers, Alfara de la Baronia, Algímia d'Alfara, Algar de Palància, Estivella, Gilet, Petrés, Segart i Torres Torres. Aglomera un total de 5.369 habitants, en una extensió de 108,20 km².
La capital de la mancomunitat correspon a l'alcalde-president de torn de l'equip de govern. Actualment, la mancomunitat és presidida per D. Salvador Costa Escrivà, alcalde de l'Ajuntament de Gilet.
Les seues competències són:
- Neteja viària i recollida de fem.
- Serveis socials.

Web de la Mancomunitat: https://www.labaronia.es/